# Peter van Leeuwen

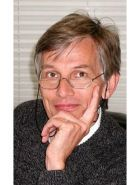
Peter Van Leeuwen

Peter Van Leeuwen (* 27. Februar 1949 in Den Haag) ist ein niederländisch-kanadischer Wissenschaftler.

## Leben
Peter Van Leeuwen wurde 1949 in Den Haag geboren. Im Alter von sieben Jahren wanderte er mit seiner Familie nach Montreal aus. Er studierte an der McGill-Universität und erhielt 1971 den Bachelor of Education. Nach einer Zeit als Lehrer wanderte er 1976 nach Deutschland aus. Er wechselte 1980 zur medizinischen Forschung an das Gemeinschaftskrankenhaus Herdecke und promovierte 1989 in Humanmedizin (Dr. rer. medic.) an der Universität Witten/Herdecke. Hier erhielt er 2005 auch seine Habilitation in Elektrophysiologie sowie bis 2011 eine außerplanmäßige Professur an der Fakultät für Gesundheit der Universität Witten/Herdecke. Von 1992 bis 2014 war er Leiter der Abteilung für Biomagnetismus des Grönemeyer Instituts für Mikrotherapie.

## Forschungsarbeit
Der Schwerpunkt seiner Forschungsarbeit ist die Elektrophysiologie von Erwachsenen und Föten sowie deren gegenseitige Beeinflussung. Internationale Beachtung fand Peter van Leeuwen durch den Nachweis, dass sich fötale Herzrhythmen zeitweise mit den Herzrhythmen der Mutter synchronisieren. Weitere Arbeiten zeigten, dass die fötal-maternale Synchronisation durch die Atemfrequenz der Mutter beeinflusst wird.